# Hwansŏng Chian
Hwansŏng Chian (ur. 1644, zm. 1729) – koreański mistrz sŏn i doktryny (kyo).

## Życiorys
Pochodził z Chuncheon, a jego rodzinne nazwisko to Chŏng.
Został mnichem w wieku 15 lat i stał się uczniem mistrza Woldama.
W wieku 27 lat uczestniczył w zgromadzeniu związanym ze szkołą hwaŏm, które prowadzone było przez Mouna Chinŏna w klasztorze Chikji. Moun – uczeń Pyŏgama Kaksŏnga i mistrz szkoły hwaŏm przekazał swoje miejsce właśnie Chianowi. W 1725 roku Chian poprowadził zgromadzenie w klasztorze Kŭmsan, na którym zebrało się 1400 osób.
Odnosił wiele sukcesów, co spowodowało jego uwięzienie a następnie zesłanie na wyspę Czedżu, gdzie zmarł w 1729 roku.

## Prace literackie i charakterystyka nauk
Chian traktowany jest zarówno jako mistrz sŏn oraz jako mistrz szkoły hwaŏm. Wywarł wpływ na XVIII-wieczny buddyzm okresu Chosŏn.
- Hwansŏngjip (Zbiór Hwansŏng)
- Sŏnmunojonggangyo (Istota pięciu szkół sŏn)

Szczególnie ważny był tekst Sŏnmunojonggangyo, gdyż opisywał powstanie i cechy charakterystyczne szkół linji, yunmen, caodong, guiyang i fayan.

## Linia przekazu Dharmy
Pierwsza liczba to kolejność pokoleń od Mahakaśjapy. (1)
Druga liczba, to pokolenie od 1 Patriarchy Chin – Bodhidharmy (28/1)
Trzecia liczba, to pokolenia mistrzów koreańskich.
- 63/36/7 Sŏsan Taesa (1520–1604)
  - 64/37/8 P’yŏnyang Ŏngi (1581–1644)
    - 65/38/9 P’ungdam Uidam (P’ungdam Ŭisim i Pungjung Hŏnsim) (1592–1665)
      - 66/39/10 Sangbong Chŏngwon (1627–1709)
        - 67/40/11 ?
          - 68/41/12 ?
            - 69/42/13 ?
              - 70/43/14 Uich'ŏm Inak (1746–1796)

      - 66/39/10 Woljŏ Doan (1638–1715)
        - 67/40/11 Ch'ubung (bd)
        - 67/40/11 Ch'ŏho (bd)
        - 67/40/11 Suil (bd)

      - 66/39/10 Wŏldam Sŏljŏ (bd)
        - 67/40/11 Hwansŏng Chian (1664–1729)
          - 68/41/12 Hamwol Haewon (1691–1770)
          - 68/41/12 Ch’wijin Ch’ŏrim (bd)
          - 68/41/12 Yongam Chŭngsuk(bd)
          - 68/41/12 Hoam Chejŏng (bd)
            - 69/42/13 Yŏndam Yu'il (1720–1799)
              - 70/43/14. Taeŭn Nang'o (1780–1841)
              - 70/43/14. Paengnyŏn Toyŏn (1737–1807)
                -                   - 71/44/15. Wanho Yunu (1758–1826)
                    - 72/45/16. Ch'oŭi Ŭisun (1786–1866)
                      - 73/46/17. Sŏn'gi
                      - 73/46/17. Pŏmin

            - 69/42/13 Sŏlpa Sang'ŏn (1710–1791)
              - 70/43/14 Kye'un Honghwal (bd)
              - 70/43/14 Yong'ak Sŏngni (bd)
              - 70/43/14 Paekp'a Kŭngsŏn (1767–1852)
                - 71/44/15 Ch'immyŏng Hansŏng (1801–1876)
                - 71/44/15 Tobong Chŏnggwan (bd)
                - 71/44/15 Sŏldu Yuhyŏng (1824–1889)

            - 69/42/13 Chŏngbong Kŏan (bd)
              - 70/43/14 Yulbong Chŏngwa (bd)
                - 71/44/15 Kŭmhŏ Pŏpjŏm (bd)
                  - 72/45/16 Yŭngam Pongyu (bd)
                    - 73/46/17 Yŏnwŏl Pongyul (bd)
                      - 74/47/18 Manhwa Posŏn (bd)
                        - 75/48/19 Kyŏnghŏ Sŏng'u (1849–1912)
                          - 76/49/20 Yongsong (1864–1940)
                          - 76/49/20 Suwŏl (1855–1928)
                          - 76/49/20 Hyewŏl Haemyong (1861–1937)
                          - 76/49/20 Mangong Wŏlmyŏn (1872–1945)
                          - 76/49/20 Hanam Chungwŏn (1876–1951)